# Vanilla grandifolia
Vanilla grandifolia ist eine Pflanzenart aus der Gattung Vanille (Vanilla) in der Familie der Orchideen (Orchidaceae). Sie wächst als Kletterpflanze in Westafrika.

## Beschreibung
Vanilla grandifolia ist eine immergrüne Kletterpflanze mit schlankem Spross (0,8 Zentimeter Durchmesser). Die Blätter werden fünf bis 25 Zentimeter lang und fünf bis 17 Zentimeter breit. Die Blattform ist breit oval bis rundlich oval mit kurzer, stumpfer, aufgesetzter Spitze. Der Blattgrund geht in einen breiten, bis zwei Zentimeter langen Blattstiel über.
Der Blütenstand steht häufig endständig, er misst meist fünf bis sechs, selten bis zwölf Zentimeter Länge, die Blütenstandsachse ist dick und fleischig. Die unteren Tragblätter sind spitz, bis zwei Zentimeter lang, weiter zum Ende des Blütenstands werden sie kleiner (bis 0,7 Zentimeter) und enden stumpf. Blütenstiel und Fruchtknoten sind zusammen sechs Zentimeter lang. Sepalen und Petalen sind gelblich, 3,5 bis fünf Zentimeter lang und oval bis lanzettlich geformt; sie enden stumpf. Die Lippe ist ungeteilt, sie formt eine innen rötlich gefärbte Röhre um die Säule, der vordere Rand ist gewellt. Die Lippe endet mit einer aufgesetzten Spitze. Die Säule ist drei Zentimeter lang und in ihrer unteren Hälfte mit der Lippe verwachsen. Das Trenngewebe zwischen Staubblatt und Narbe (Rostellum) ist sehr groß. Die Kapselfrucht ist zur Reifezeit schwarz, 15 bis 30 Zentimeter lang bei zwei Zentimeter Durchmesser. Sie enthält braune, glänzende Samen.

## Verbreitung
Vanilla grandifolia kommt im tropischen Westafrika vor: In Gabun, Kongo und auf Príncipe. Sie wächst epiphytisch im tropischen Regenwald.

## Systematik und botanische Geschichte
Vanilla grandifolia wurde 1896 von Lindley erstmals beschrieben.
Innerhalb der Gattung Vanilla wird Vanilla grandifolia in die Untergattung Xanata und dort in die Sektion Tethya, die alle Arten der Paläotropis enthält, eingeordnet. Nach Portères ähnelt Vanilla grandifolia der madagassischen Vanilla francoisii und der asiatischen Vanilla annamica. Soto Arenas und Cribb nennen Vanilla imperialis als ähnliche Art, als weitere Verwandte Vanilla ochyrae und Vanilla polylepis.